# Harpers Ferry (Schiff)
Die USS Harpers Ferry (LSD-49) ist ein Docklandungsschiff der United States Navy und Typschiff der nach ihr benannten Harpers-Ferry-Klasse an. Der Name leitet sich von dem Ort Harpers Ferry in West Virginia ab.

## Geschichte
LSD-49 wurde 1988 in Auftrag gegeben und 1991 bei Avondale Shipyard auf Kiel gelegt. 1993 lief das Schiff vom Stapel und wurde getauft. Anfang 1995 fand die offizielle Indienststellung in die Flotte der US Navy statt.
1999 war die Harpers Ferry im Einsatz im Persischen Golf. 2002 wurde sie von San Diego nach Yokosuka, Japan verlegt, wo sie die Germantown ersetzte. 2004 nahm das Schiff von dort aus an einer Übung mit dem Kreuzer Cowpens und Schiffen der Royal Navy sowie der russischen Marine teil. 2006 nahm die Harpers Ferry mit der Essex an einer humanitären Mission vor Leyte teil, wo ein Erdrutsch Verwüstungen angerichtet hatte. Später im Jahr stand eine Übung mit der philippinischen Marine an.
2008 sollte das Schiff die Hilfsmission der Essex vor der vom Zyklon Nargis getroffenen Küste von Burma unterstützen. Nach mehr als drei Wochen vor der Küste wurde die Gruppe jedoch abgezogen, nachdem keine Genehmigung eingegangen war, Hilfsgüter ins Land zu bringen. 2009 verlegte die Harpers Ferry mit der Essex in den Westpazifik. Dort nahm sie im Juni an einer CARAT-Übung mit der Marine Singapurs teil. Nachdem die Taifune Parma und Katsana die Philippinen getroffen hatten, wurde die Harpers Ferry mit Tortuga und Denver in die Region geschickt, um die lokale Katastrophenhilfe zu unterstützen. Am 1. September 2010 begann, wieder an der Seite der Essex, die nächste Verlegung in den Pazifik. Auf dem Programm standen unter anderem Übungen mit alliierten Nationen, darunter Valiant Shield. Im März 2011 wurde das Schiff vor die Küste Japans geschickt, um nach dem Tōhoku-Erdbeben für Nothilfe bereitzustehen.